# Där uppe ingen död skall vara
Där uppe ingen död skall vara, också känd som Lilla svarta Sara och Där uppe ingen nöd skall vara, är en psalm- och väckelsesång av Lina Sandell-Berg med tio fyrradiga verser. Sången handlar om ett litet svart barn som en gång hört "den vite läraren" och efter det uthärdar alla mödor i fast tro på himmelriket.
I början av 1860-talet avseglade en expedition från Kalmar för att etablera en svensk koloni i Kapprovinsen i Sydafrika. När de anlänt anställdes lokalt tjänstefolk. Efter några år fick en av de europeiska kvinnorna svår hemlängtan och hon och hennes man, Alarik Forsmann, återvände till Sverige. En 17-årig flicka, Sara Magdalena Makatemele och ytterligare en svart 15-årig flicka, Dina, följde med. Sara var då gravid och födde senare dottern Emmelie i Sverige. Alarik Forsmann återvände till Sydafrika år 1862. Hans holländska hustru stannade i Sverige. Det gjorde Sara också. Hon lämnade familjen Forsmann och tog plats som hushållerska hos Cecilia Fryxell. Dottern Emmelie, kallad Millan, uppfostrades i det fryxellska hemmet och gick i skola. Hon blev sedermera musiklärare och försörjde sig på att ge pianolektioner och med sömnadsarbete. Sara avled 1903 och begravdes på Södra Kyrkogården i Kalmar under en liten sten med texten "Kafferkvinnan Sara. Död 1903". Millan dog före sin mor, år 1900, och begravdes på samma kyrkogård.

## Publicerad i
- Stockholms söndagsskolförenings sångbok 1882 som nr 73 under rubriken "Morgon- och aftonsånger"
- Herde-Rösten 1892 med inledningen Där uppe ingen död skall vara, som nr 53 under rubriken "Barnsånger"
- Svensk söndagsskolsångbok 1908 med inledningen Där uppe ingen död skall vara, som nr 261 under rubriken "Hemlandssånger"
- Barnatoner 1923 med inledningen Där uppe ingen död skall vara, som nr 266 under rubriken "Missionssånger".
- Svensk söndagsskolsångbok 1929 med inledningen Där uppe ingen död skall vara som nr 201 under rubriken "Hemlandssånger"
- Guds lov 1935 som nr 558 under rubriken "Barnasånger".
- Sions Sånger 1951 som nr 32
- Sions Sånger 1981 som nr 267 under rubriken "Barn".